# Dennis Hopper
Dennis Lee Hopper, född  17 maj 1936 i Dodge City, Kansas, död 29 maj 2010 i Venice, Los Angeles, Kalifornien, var en amerikansk skådespelare och regissör känd bland annat från filmerna  Apocalypse Now och Easy Rider, som han även regisserade och spelade en av huvudrollerna i.

## Början av karriären
Hopper, som gjorde sin debut 1955, hade mindre roller i Ung rebell och Jätten vilket ledde till att han blev god vän med James Dean, vars död tog honom mycket hårt. Hans filmkarriär kom dock av sig mot slutet av 1950-talet efter en svår konflikt med regissören Henry Hathaway, något som ledde till att han blev svartlistad från en rad studios i Hollywood. 
Hopper ägnade sig i stället åt fotografi och samlade även på sig en betydande mängd popkonst under en period då denna stil ännu inte fått sitt stora genombrott. 1961 äktade Hopper Peter Fondas styvsyster Brooke Hayward, med vilken han kom att vara gift i åtta år. De fick 1962 dottern Marin. Hayward har senare givit ganska detaljerade skildringar av deras äktenskap och hur Hoppers missbruksproblem blev värre under 1960-talet. Han drack mycket redan i början av decenniet och kom i kontakt med psykedeliska droger då han deltog i San Franciscos första love-in 1966. Enligt Hayward var Hopper starkt präglad av paranoia och svartsjuka under denna period. 

## Easy Rider
Hopper medgav själv att hans häftiga humör ofta förstörde hans chanser, men han fick en chans att åter komma fram i rampljuset då vännen Peter Fonda erbjöd honom att regissera Easy Rider. Inspelningen av denna film lär, enligt många senare vittnen, bitvis ha varit kaotisk i och med att en drogpåverkad och obalanserad Hopper närmast diktatoriskt försökte styra det hela. Själva inspelningarna tog sju veckor, men därefter drog Hopper ut på tiden med klippningen av filmen och den färdigställdes först sedan finansiären Bert Schneider förmått honom ta ”semester.” ”Easy Rider” blev en enorm framgång och gjorde Hopper till en stjärna inom hippiegenerationen. Framgångarna påverkade emellertid hans omdöme.

## Den sista filmen
1969 hade han även en liten roll i De sammanbitna där John Wayne ofta retade honom för hans radikala politiska åsikter och vid åtminstone ett tillfälle jagade Hopper (som gömt sig) med pistol. Hopper försökte få BBS (som finansierat Easy Rider) att även ta sig an hans nästa projekt, Den sista filmen, men Schneider ansåg att det hela var en alltför virrig historia och tackade nej. Hopper hade emellertid turen att få kontakt med Ned Tanen, produktionschef på Universal. Detta bolag var vid den tiden i desperat behov av en framgång hos den unga publiken och trodde att Hopper skulle kunna ordna saken. Hopper ledde 1970 en förvirrad och drogdimmig inspelning i Peru och drog sen ut på klippningsprocessen, precis som i fallet med Easy Rider. I samband med inspelningarna gifte han sig även med Michelle Phillips, ett äktenskap som varade i en vecka. Den sista filmen blev emellertid en gigantisk flopp (även om filmen fick kritikernas pris vid filmfestivalen i Venedig) som fullkomligt förstörde Hoppers rykte som regissör under lång tid framåt. Hopper, som inlett vad som verkade kunna bli en gyllene era för oberoende film i Hollywood, kom ironiskt nog även att bromsa denna utveckling rejält i och med Den sista filmen. Hopper var under 1970-talet i princip bannlyst som skådespelare i Hollywood men framträdde i stället i Europa, bland annat i Den amerikanske vännen (1977). 

## Apocalypse
Francis Ford Coppola anlitade honom dock för att spela en drogad fotograf i Apocalypse där många som kände honom menade att han bara var sig själv. Hoppers karriär stagnerade dock under slutet av 1970-talet och han hade nått botten omkring 1980, då han även var tvångsintagen för sitt missbruk. Han fick emellertid hjälp av vänner, bland andra Bert Schneider och Bob Rafelson, vilka betalade för hans vård och gav honom rådgivare. Detta hjälpte, varvid Hopper åter kunde få ett något normalt liv. 

## Fotograf och konstnär
Privat var Hopper en mycket skicklig fotograf och målare och ställde ut världen över. Han var ägare till en av USA:s största konstsamlingar. 

## Privatliv

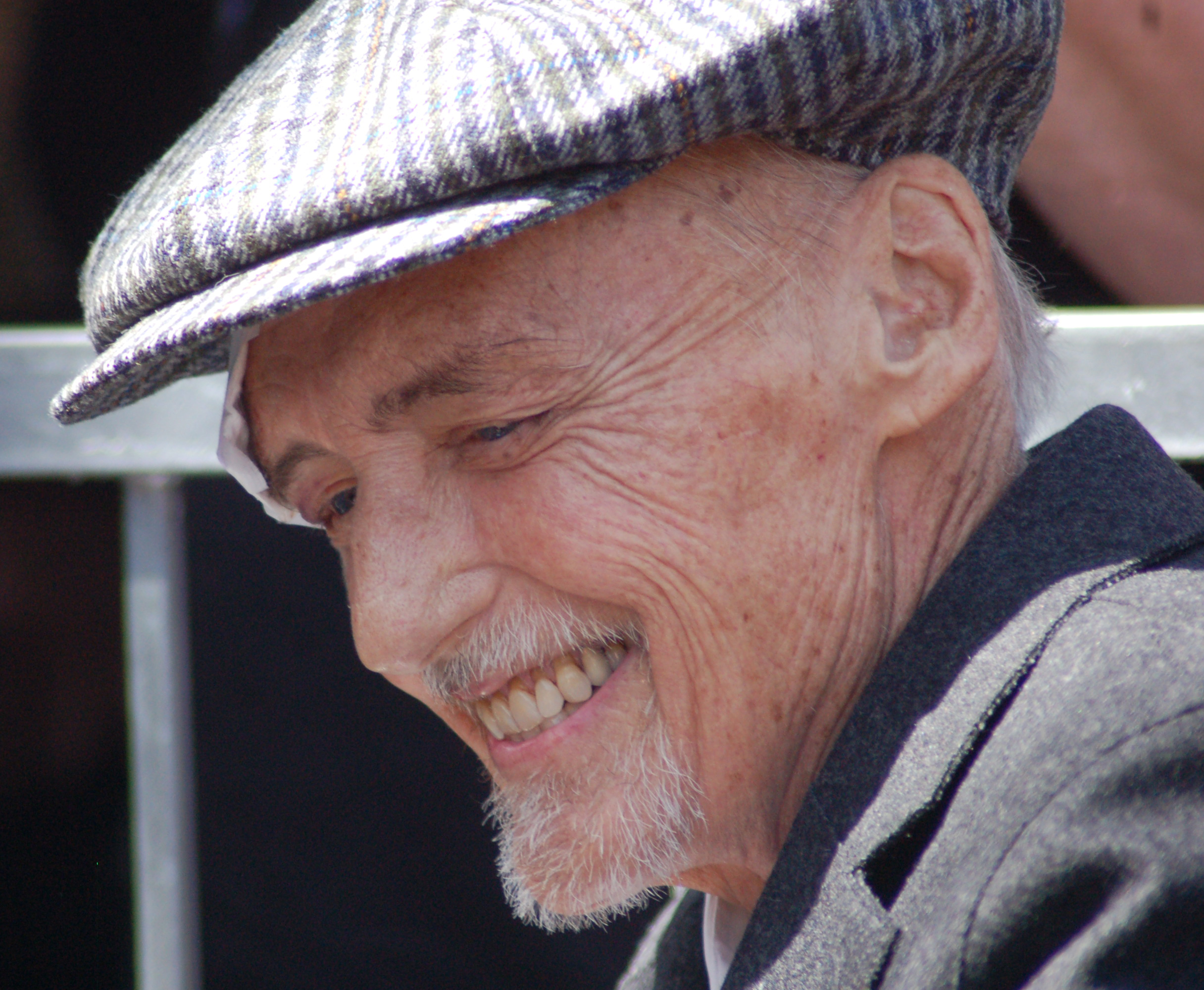
Hopper vid en Hollywood Walk of Fame Star-ceremoni, mars 2010.

Hopper låg under 2010 i skilsmässa från sin femte maka, som han varit gift med sedan 1996.
Hopper avled i sitt hem i Kalifornien den 29 maj 2010 till följd av prostatacancer.

## Filmografi (urval)

### Som skådespelare
| - 1955 – Ung rebell - 1956 – Jätten - 1957 – Sheriffen i Dodge City - 1965 – Katie Elders fyra söner - 1967 – Rebell i bojor - 1967 – The Glory Stompers - 1968 – Häng dom högt - 1969 – Easy Rider - 1969 – De sammanbitna - 1971 – Den sista filmen - 1977 – Den amerikanske vännen - 1979 – Apocalypse - 1983 – Rumble Fish - 1983 – The Osterman Weekend - 1984 – Slagskämpen - 1986 – Blue Velvet | - 1986 – Motorsågsmassakern 2 - 1987 – Galen i Randy - 1987 – Svarta änkan - 1990 – Flashback - 1991 – The Indian Runner - 1993 – Red Rock West - 1993 – Super Mario Bros. - 1993 – True Romance - 1994 – Speed - 1995 – Waterworld - 1996 – Basquiat – den svarte rebellen - 1996 – Simson och Delila (TV-serie) - 1999 – EDtv - 1999 – The Source - 2000 – The Prophet's Game - 2001 – Ticker | - 2001 – Knockaround Guys - 2002 – 24 (TV-serie) - 2002 – The Target - 2002 - Grand Theft Auto: Vice City (röst i dataspel) - 2004 – The Last Ride - 2005 – Inside Deep Throat (berättarröst) - 2005 – Land of the Dead - 2005–2006 – E-Ring (TV-serie) - 2008 – Hell Ride - 2008 – Sleepwalking - 2008 – Swing Vote - 2010 – Alpha och Omega (röst) |

### Som regissör
- 1969 – Easy Rider
- 1971 – Den sista filmen
- 1988 – Colors
- 1990 – The Hot Spot